# Argyrodes lepidus
Argyrodes lepidus är en spindelart som beskrevs av O. Pickard-Cambridge 1879. Argyrodes lepidus ingår i släktet Argyrodes och familjen klotspindlar. Inga underarter finns listade i Catalogue of Life.